# Michael Clanchy
Michael Thomas Clanchy (* 28. November 1936; † 30. Januar 2021) war ein britischer Mittelalterhistoriker. Er war Professor am Institute for Historical Research der  University of London.

## Werdegang
Clanchy studierte an der University of Oxford (Bachelor am Merton College 1959) und wurde 1966 an der University of Reading promoviert. 1964 bis 1985 war er Professor an der University of Glasgow und danach an der Universität London. 
Er befasste sich mit der Geschichte von Recht, Verwaltung und politischer Geschichte im Mittelalter Englands (besonders im 12. und 13. Jahrhundert) und ist für einige Bücher bekannt, so für ein Buch über die Entwicklung der schriftlichen Kultur in England im frühen Mittelalter (From Memory to Written Record) und über Abälard. Er hielt in den 1990er Jahren interdisziplinäre Seminare über Schriftkultur am Institute for Historical Research der Universität London, dem Warburg Institute und dem University College London.
Er war seit 1963 mit Joan (* 1939; † 15. Januar 2021) verheiratet und hat einen Sohn und eine Tochter. Er war Fellow der British Academy seit 1999 und der Royal Historical Society (1966).

## Schriften
- From Memory to Written Record. England 1066–1307, 1979, 1993, 3. Auflage, Wiley-Blackwell 2012
- England and its Rulers 1066–1272, 1983, 1998, 3. Auflage, Wiley-Blackwell, 2006
- Foreign Lordship and National Identity, 1983
- Abaelard. Ein mittelalterliches Leben, Primus, Darmstadt 2000 (englisches Original: Abelard, a medieval life, Oxford, Blackwell 1997)